# コリコドン科
コリコドン科（ラテン語: Kollikodontidae）は、カモノハシ亜目の絶滅した科である。化石はオーストラリアから発見されている。
彼らは白亜紀中期に生息していた。化石は歯の化石しか見つかっていないが、その大きさから推測すると中生代の哺乳類の中ではかなり大型だったとみられている。

## 分類
- †Kollikodon Flannery, 1995 et al.[1]
†Kollikodon ritchiei Flannery, 1995 et al.